# Kaiavere (Tabivere)
Kaiavere – wieś w Estonii, w prowincji Jõgeva, w gminie Tabivere.